# Roberto Abbondanza
Roberto Abbondanza (Chieti, 2 giugno 1927 – Perugia, 28 aprile 2009) è stato un politico e storico italiano È stato presidente del Consiglio regionale dell'Umbria dal 1979 al 1980.

## Biografia

### Gioventù
Vive la sua giovinezza a Firenze, dove si laurea in giurisprudenza all'Università degli studi di Firenze nel 1949 con Francesco Calasso, di cui curò in seguito la bibliografia degli scritti e il volume Cronache politiche di uno storico (1944-1948) (Firenze, La nuova Italia, 1975) Abbondanza vinse numerosi viaggi e borse di studio sia in Italia che all'estero come quella dell'Istituto italiano per gli studi storici per l'anno accademico 1951-52.
Nel 1953 entrò a far parte dell'amministrazione dell'Archivio di Stato di Firenze e nel 1960 fu nominato direttore dell'Archivio di Stato di Perugia, carica che tenne fino al 1973, quando fu nominato ispettore presso la Direzione generale degli archivi. Della sua direzione si ricorda, tra l'altro, la scoperta di una lettera autografa di Boccaccio. L'Archivio, dopo la sua morte, gli ha intitolato la sala di studio. È in particolar modo durante questo periodo che si dedicò a studi e ricerche in ambito di filologia medievale e umanistica, oltreché in storia e cultura locale, in modo particolare approfondendo l'aspetto della figura del notaio nella sua evoluzione storica. I suoi lavori vennero pubblicati sugli "Annali di storia del diritto" e su riviste quali Il Mulino, Rivista storica italiana, Rivista di studi politici internazionali, Archivio storico italiano, e su giornali come Il Mattino e  Neue Zürcher Zeitung. Nello stesso periodo collaborò alla redazione dei primi volumi del Dizionario biografico degli italiani, scrivendo cinquantasei voci.
Nel 1956 divenne assistente alla cattedra di Storia del diritto italiano della Facoltà di Giurisprudenza di Roma e l'anno successivo fu assistente volontario di Calasso per la cattedra di Diritto comune presso l'Università di Firenze. Nel 1970 ebbe l'incarico di docenza di Storia delle istituzioni politiche presso la Facoltà di Scienze politiche dell'Università degli Studi di Perugia. 
Nel quinquennio dal 1987 al 1992 e nel triennio dal 1995 al 1998, ad Abbondanza venne inoltre affidata la supplenza di Diritto comune. Dal 1982 fu professore associato di Storia delle Istituzioni politiche, incarico che tenne sino al 1999. Da professore emerito continuò e approfondì i suoi studi, in particolare sul notariato, di archivistica, paleografia e diplomatica, nonché la sua attività di bibliofilo.
Fu presidente dell'Assemblea legislativa umbra e assessore alla Cultura presso la Regione dell'Umbria nel decennio 1975-85, e poi al Consiglio regionale dal 1979 al 1982, infine consigliere comunale ed assessore al Comune di Perugia dal 1985 al 1995 per il Partito Comunista Italiano

## Opere principali
La bibliografia di Roberto Abbondanza consta di decine di pubblicazioni. Per questo motivo sono citati qui solo i suoi lavori più significativi; la bibliografia completa degli scritti in F. Treggiari, Bibliografia degli scritti di Roberto Abbondanza, in Roberto Abbondanza, a cura di A. Bartoli Langeli, L. Marconi, P. Monacchia, D. Mori, F. Treggiari, Deputazione di Storia Patria per l'Umbria, Perugia, 2010 pp. 12–23.
- La giurisprudenza medievale nel giudizio dell'umanista Francesco Florido Sabino, in "Il Mulino", III (1953), pp. 115–119
- Atti degli ufficiali dello studio fiorentino dal maggio al settembre 1388 a cura di Roberto Abbondanza, Firenze, Olschki, 1959
- A proposito dell'epistolario dell'Alciato, in "Annali di storia del diritto", I (1957), pp. 467–500.
- Bibliografia italiana di storia del diritto medievale e moderno (1951-1953), in "Annali di storia del diritto", II (1958), pp. 423–522.
- Bibliografia italiana di storia del diritto medievale e moderno (1954-1956), in "Annali di storia del diritto", III-IV (1959-1960), pp. 435–652.
- Alciato Andrea, in "Dizionario biografico degli italiani", II (1960), pp. 69–77.
- Gli archivi dei governi provvisori dell'Umbria (1859-1861), introduzione, inventario delle carte conservate nell'Archivio di stato di Perugia, in Gli archivi dei governi provvisori e straordinari 1859-1861, III (1962), pp. 332–415.
- Bibliografia degli scritti di Francesco Calasso (1928-1965), Milano, Giuffrè, 1965.